# AN/SPG-53
AN/SPG-53 — американский радар, используемый в системе управления артиллерийским огнём Mk 68. Применялся для управления 127-мм/54 артиллерийскими орудиями Mk 42 при стрельбе по воздушным и надводным целям, а также по береговым объектам. 
На некоторых линкорах типа «Айова» при модернизации 1980-х годов использован в качестве замены устаревших радаров Mk 25 системы управления ариллерийским огнём Mk 37.
Разработан в 1960-х годах компанией Western Electric, производился компанией AT&T.

## Принцип действия
Радар работает в двух режимах – поиска и сопровождения цели.
Во время поиска луч движется по спирали с максимальным размахом 11,6° и частотой сканирования 2 Гц. При сопровождении цели движение луча переходит в коническое с амплитудой 3,1° и частотой 30 Гц, ось конуса совпадает с направлением на цель. Максимальная дальность действия радара – 110 км, имеется режим прецизионного сканирования в радиусе 3,6 км. Время переключения между режимами поиска и сопровождения — 5 с.

## Конструкция
Радар представляет собой параболический отражатель AT-276 диаметром 1,52 м, полностью аналогичный отражателю радара Mk 25. Из центра тарелки в точку фокуса проходит вращающийся стержень с облучателем AS-515A.
Модель 53C имеет дополнительный сетчатый параболический отражатель, соосный основному отражателю и дополнительный рупорный облучатель, излучающий непрерывный сигнал вертикальной поляризации, что позволяет ему работать независимо от основного радара. Дополнительный радар используется для подсветки цели при наведении ракет.

## Модификации
В 1970-х годах радары модели 53А были оснащены системой RSPE (англ. Radar Signal Processing Equipment, оборудование для обработки сигналов радара), которая в процессе сканирования автоматически распознавала цели и ранжировала их по дальности, выдавала сигнал невязки для сопровождения и имела средства отстройки от помех (игнорировала отражённые импульсы нестандартной длины). При обнаружении цели RSPE могла автоматически перевести радар в режим конического сканирования. Максимальная скорость слежения составляла 50°/с по азимуту и 30°/с по углу места.
Модель 53C была разработана специально для испанских фрегатов типа «Балеарес». Она имела дополнительный излучатель на основе радара AN/SPG-51, работавший в режиме постоянного излучения, и дополнительный рефлектор, установленный на основной антенне. Радар может использоваться в качестве дополнительного радара подсветки цели для управления ракетами.
Начиная с модели 53E радар может работать в моноимпульсном режиме. Эта модель обеспечивает также сканирование при малых углах возвышения с подавлением помех от морских волн и применяет моноимпульсную технику со сдвоенными импульсами (double-pull monoimpulse technique). Модель имеет возможность прицеливания по всплескам снарядов и средства предупреждения о пуске ракет.
Модели 53Е и 53F имеют встроенный имитатор средств электронного противодействия со стороны противника, который применяется при обучении операторов.
Модель 53F радара отслеживает движение снаряда, отображая относительное положение снаряда и цели.

## Предшественники и последователи
Предшественником AN/SPG-53 был радар Mk 25 СУАО Mk 37. В дальнейшем СУАО Mk 68 была заменёна СУАО Mk 86 с радарами AN/SPQ-9 и AN/SPG-60.

## Установки на кораблях
- Ракетный крейсер «Лонг-Бич»
- Ракетные крейсера типа «Белкнап»
- Ракетный крейсер «Бейнбридж»
- Ракетные крейсера типа «Леги»
- Ракетный крейсер «Тракстан»
- Эскадренные миноносцы типа «Митчер»
- Эскадренные миноносцы типа «Форрест Шерман»
- Эскадренные миноносцы типа «Кунц»
- Эскадренные миноносцы типа «Чарльз Ф. Адамс»
- Фрегаты типа «Нокс»
- Фрегаты типа «Балеарес»
- Линейные корабли типа «Айова» (при модернизации 1980-х годов)

и другие.